# Puerto Cisnes
Puerto Cisnes – miasto w Chile, w regionie Aysén del General Carlos Ibáñez del Campo, w prowincji Aysén.